# Adolph Kullak
Hermann Gustav Adolph Dominicus Kullak (* 23. Februar 1823 in Meseritz; † 25. Dezember 1862 in Berlin) war ein deutscher Pianist und Musikschriftsteller. 

## Leben
Adolph Kullak, der Bruder des Gründers der Neuen Akademie der Tonkunst, Theodor Kullak, ist bis zur Gegenwart durch seine musiktheoretischen Schriften bedeutend. Seine Hauptwerke sind Das Musikalisch-Schöne, ein Beitrag zur Ästhetik der Tonkunst und Die Ästhetik des Klavierspiels von 1860. Außerdem arbeitete er als Klavierlehrer sowie als Autor für die Neue Berliner Musikzeitung.

## Werke
- Das Musikalisch-Schöne. Ein Beitrag zur Ästhetik der Tonkunst. Leipzig 1858
- Die Ästhetik des Klavierspiels. 1860 (zweite Aufl. 1876) (Digitalisat der 11. Auflage, Hrsg. Walter Niemann, Leipzig 1922)